# Sirsihawa
Sirsihawa (nep. सिर्सिहवा) – gaun wikas samiti w zachodniej części Nepalu w strefie Lumbini w dystrykcie Kapilvastu. Według nepalskiego spisu powszechnego z 2001 roku liczył on 512 gospodarstw domowych i 3629 mieszkańców (1748 kobiet i 1881 mężczyzn).